# René de Bos
René de Bos is een Nederlandse alpinist.
Hij beklom met een expeditie van Ronald Naar de Gasherbrum II in Pakistan.
Op 7 oktober 1990 stond hij als eerste Nederlander op de top van Mount Everest. Op zijn terugtocht kwam hij de Koreaan Ham Sang-Hun tegen die om zijn zuurstof vroeg, omdat hij absoluut de top wilde halen. De Bos heeft hem zijn zuurstof gegeven, maar de Koreaan is nooit meer van de Everest teruggekomen. Op de Khumbu-gletsjer raakte De Bos nog de route kwijt, waardoor het zuurstofgebrek hem bijna noodlottig werd.
Hij beklom ook de Kilimanjaro in Tanzania en de Aconcagua, in de Andes in Argentinië.
Na de beklimming van Mount Everest is hij gestopt met zijn werk als biochemisch analist in het Zuiderziekenhuis te Rotterdam en is zijn eigen bedrijf Snowleopard begonnen. Daarmee organiseert hij trekkings en reizen naar berggebieden, vooral in Azië. Met een van zijn eigen reizen ging hij mee naar de top van Aconcuaga.